# Нова Весь-Гродзиська
Нова Весь-Гродзиська (пол. Nowa Wieś Grodziska) — село в Польщі, у гміні Пельгжимка Злоторийського повіту Нижньосілезького воєводства.
Населення — 797 осіб (2011).
У 1975-1998 роках село належало до Легницького воєводства.

## Демографія
Демографічна структура станом на 31 березня 2011 року:
|          | Загалом | Допрацездатний вік | Працездатний вік | Постпрацездатний вік |
| -------- | ------- | ------------------ | ---------------- | -------------------- |
| Чоловіки | 415     | 92                 | 293              | 30                   |
| Жінки    | 382     | 62                 | 246              | 74                   |
| Разом    | 797     | 154                | 539              | 104                  |